# Sky Over Holland
Sky Over Holland és un curtmetratge neerlandès dirigit per John Fernhout el 1967.

## Argument
La pel·lícula mostra els Països Baixos amb plans des de l'aire, terra i aigua, amb plans panoràmics repetits de les formacions de núvols al cel. Es poden veure els canals i un carilló, el mercat de bestiar, flors i formatges, els molins de vent i les barques així com els esports d'hivern amb patinadors sobre gel i vela sobre gel. Tot seguit es mostren les fotografies d'una visita a l'església, els pescadors al mar, el port i el trànsit aeri, així com els Països Baixos a la tardor. Es mostren imatges d'artesania com el bufat de vidre, així com l'elaboració de segells postals amb el motiu de la Reina. A continuació, s'hi fan fotografies aèries de camps de flors que aporten dibuixos de colors al paisatge, així com imatges de la fira.

## Producció
Sky Over Holland va ser creat per al pavelló holandès de l'Expo 67 a Montreal, on es va mostrar en una pantalla de 20 metres. Les gravacions es van fer amb una MCS 70 mm, una càmera panoràmica de 70 mm.
Les pintures de pintors holandesos coneguts s'entrellacen en el metratge documental de la pel·lícula; a la pel·lícula es poden veure les obres següents:

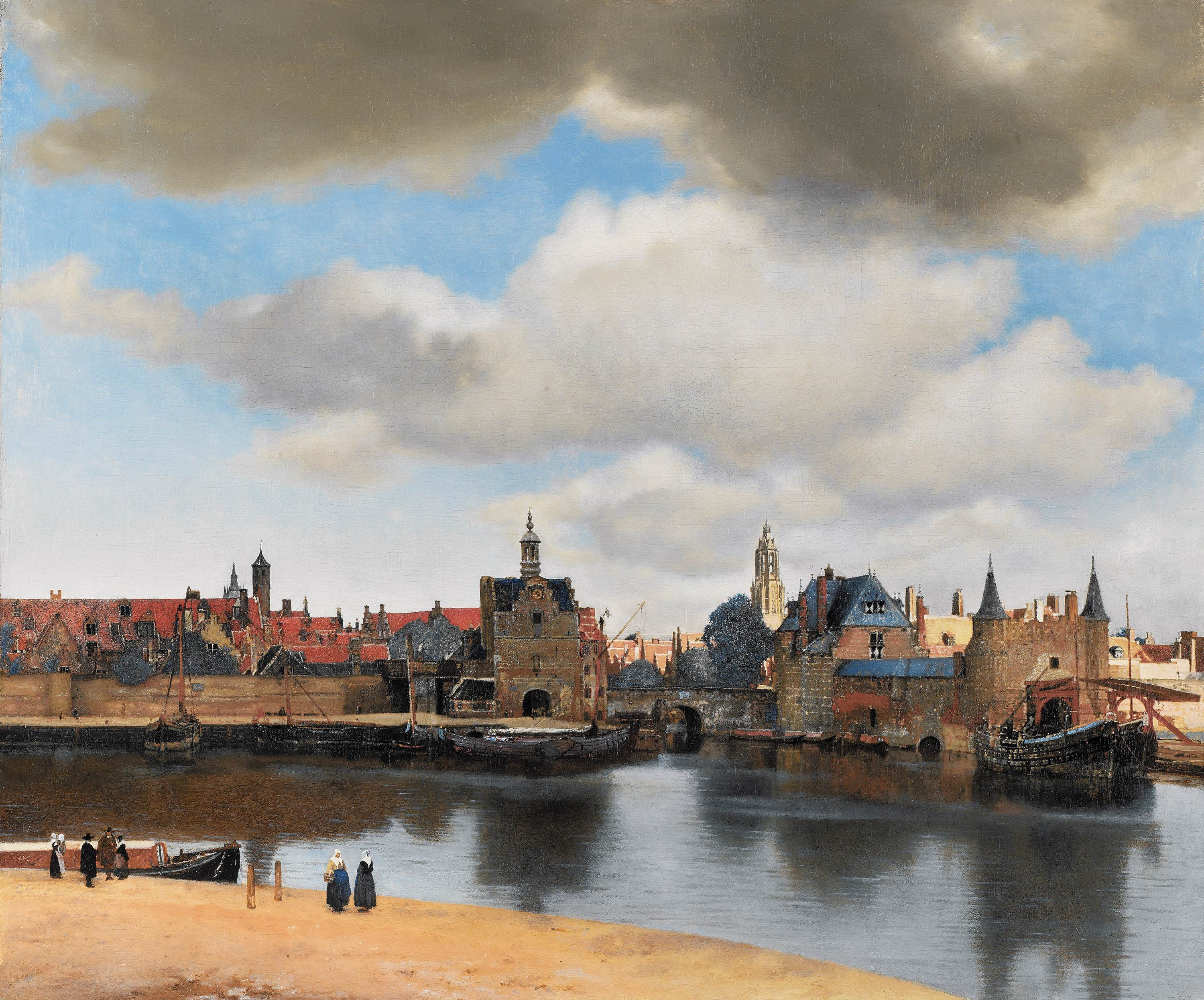
Vermeer: Vista de Delft (1660)

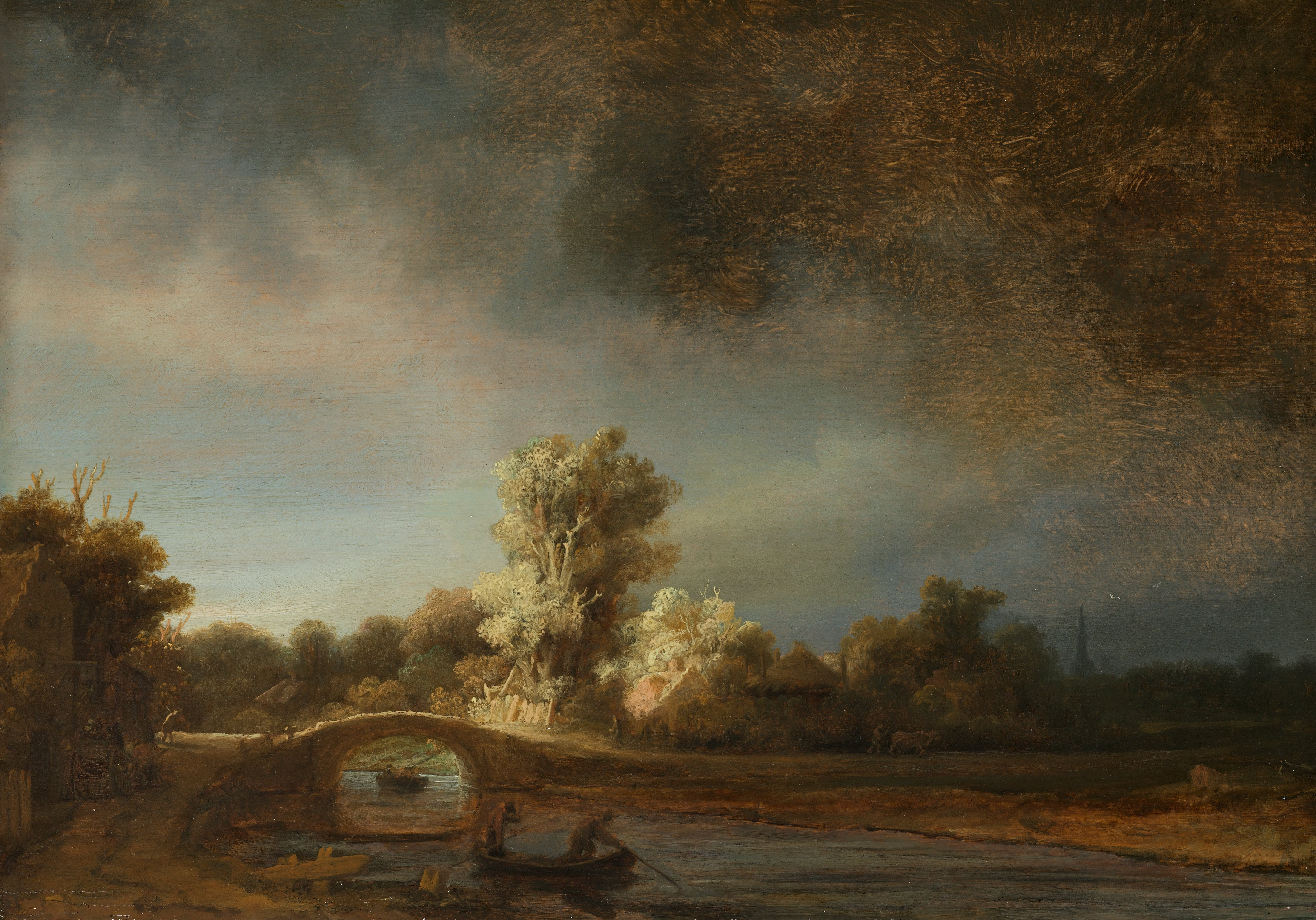
Rembrandt: El pont de pedra (1638)

- Johannes Vermeer: Vista de Delft (1660)
- Jacob van Ruisdael: Vista de Haarlem (1670)
- Rembrandt van Rijn: El pont de pedra (1638)
- Hendrick Avercamp: Paisatge d'hivern amb patinadors sobre gel (1608)
- Jan Steen: com el vell (cantava), així el jove (xiulet) (1665)
- Pieter Saenredam: Cunerakerk, Rhenen (1655)
- Jan Porcellis: Schipbreuk voor de kust (1631)
- Johan Barthold Jongkind: Rotterdam (1856)
- Vincent van Gogh: Paisatge de tardor (1885)
- Vincent van Gogh: Knotwilgen in zonsondergang (1888)
- Vincent van Gogh: Carrer amb xiprer i estrella (1890)
- Vincent van Gogh: Olijfboomgaard (1889)
- Vincent van Gogh: Porträt Joseph Roulin (1889)
- Piet Mondrian: Komposition Nr. II (1913)
- Piet Mondrian: Komposition mit Rot, Gelb und Blau (1927)

La pel·lícula es va projectar a l'Expo 67 l'abril de 1967. També es va projectar al 20è Festival Internacional de Cinema de Canes del 1967 i al Berlinale el 2009, entre d'altres.

## Premis
Sky Over Holland va guanyar la Palma d'Or al millor curtmetratge a Canes l'any 1967 i va rebre el Prix de la Commission Supérieure Technique. També va ser nominat a un Oscar al millor curtmetratge el 1968, però va perdre davant A Place to Stand, que també es va fer per a l'Expo 67.